# Црква Светог Саве у Косовској Митровици
Црква Светог Саве у Косовској Митровици, насељеном месту и седишту истоимене општине на Косову и Метохији. Припада Епархији рашко-призренској Српске православне цркве и представља непокретно културно добро као споменик културе.

## Прошлост цркве

### Прилике пре градње
За време турске владавине, Косовска Митровица је било једно од последњих места које је добило православну богомољу. Пре подизања цркве „служба Божија вршила у некој малој кућици адаптираној за те потребе“. После 25 година од добијања хатишерифа (дозволе) из Цариграда, највише због лошег материјалног стања становника, године 1895. почеле су припреме за подизања цркве.

### Почетак и ток градње
Почетак зидања нове цркве која ће носити име Храм Светог Саве отпочело је 6. августа 1896. године. Одбор за изградњу извршио је све припреме, а добротвори су били позвани да дају прилоге. Камен темељац цркве поставио је Дионисије, први Србин митрополит Рашко-призренске митрополије.
Изградња цркве текла је споро и са честим прекидима, највише због беспарице, али и због незадовољства локалног албанског становништва, праћено убиствима, пљачкама и насиљем над Србима у Митровици и околини. Захваљујући помоћи Краљевине Србије, изградња цркве је, иако споро, ипак напредовала. Захваљујући тим средствима и помоћи која је стално пристизала црква је стављена под кров 1909. године.
Након ослобођења Косова и целе Јужне и Старе Србије 1912. године, у незавршеној цркви је обављена служба. Чинодејствовали су свештеник Анђелко Нешић и прота Живко Грујић. Због ратова од 1912—1918. године, црква је завршена тек половином 1921. године, а освећење цркве обављено је 17. јула исте године.

### Православно гробље
У порти цркве, са њене јужне стране, налазило се гробље које се, услед недостатка средстава за градњу цркве користило до 1886. године. Сахрањивање у порти вршено је све до 1913. године, када је гробље пребачено преко реке Ситнице на нову локацију, где се и сада налази, са капелом подигнутом 1936. године. На капели су, у спомен на десетине Срба које су обесили окупатори 1915–1918. године, постављене три мермерне плоче са именима добротвора, обешених и прилагача новца за спомен-капелу, која је била планирана да се подигне.

## Архитектура цркве

### Унутрашњост
Црква посвећена Светом Сави у Косовској Митровици саграђена је по пројекту Андре Стевановића, професора Универзитета у Београду. Подигнута је у српско-византијском стилу, грађевину чини у основи уписани крст, димензија 15 x 23 метра, висине преко 25 метара, док је дебљина зидова близу једног метра. Храм је зидан од камена којим је и поплочан и црквени под. Унутрашњост храма је украшена и са пуно светла. У пространом олтару смештен је мермерни свети престо величине 1,40 x 1,40 метара. Испред предњег дела олтара је крст са Христовим распећем, архијерејски трон и престо за крунисање владара. Поред јужних и северних врата, смештене су певнице. Пространа галерија за црквени хор овалног облика подигнута је у западном делу храма изнад главног портала.

### Иконостас
Импозантни иконостас, на коме централни део заузимају црквене двери са позлатом. Све иконе на њему су изузетне лепоте и вредности, а посебно се истичу Богородица са малим Христом, Исус Христос, Јован Крститељ, свети Архангел Михаил и Свети Сава. На врху иконостаса доминира велики крст са Христовим распећем.

### Звонара
Првобитно на само неколико метара од главног улаза у цркву подигнута је дрвена звонара. Звоно је поклонио мајор Александар Јовановић из команде војног гарнизона у Митровици, на Видовдан 1921. године. На звону је исписано: „Храм Светог Саве Кос. Митровица. У спомен палих јунака за ослобођење Косова 1912–1918 чију ће славу преносити ово звоно широм Косова.”
На месту дрвене звонаре подигнута је 1938. године нова звонара, која је у архитектонском погледу прилагођена стилу и висини цркве и са њом чини јединствену целину. У доњем делу грађена је од тесаног камена, док се у горњем делу наставља печеном опеком. На све четири стране у горњем делу су уграђени крстови од белог мермера, висине око три метра. На звонари, од 1938. године постоје мало, средње и велико звоно.

## Основ за упис у регистар
Одлука о утврђивању цркве Св. Саве за споменик културе, бр. 99 (Сл. гласник РС бр. 5 од 17. 2. 2000) Закон о културним добрима (Сл. гласник РС бр. 71/94).

## Мартовски погром 2004.
Храм Светог Саве налази се у јужном делу Косовске Митровице, где се налазе и српско гробље са капелом. Уз помоћ, УНМИК-а и КФОР-а, Албанци су опљачкали цркву и запалили 17. марта 2004. године. Запалили су капелу и поломили готово све споменике на православном гробљу. Вредно је помена да споменике римокатолика и Јевреја нису поломили.
У Храм Светог Саве одлази се сваке године, једанпут, 27. јануара, ако то дозволе више управне власти.
У јесен 2015. живот у храму је васкрсао након једанаест година како није имао свештеника, а све до 2010. године није служена литургија. У парохијском дому који се обнавља, по сопственој жељи борави свештеник Саша Митровић са супругом Маријом, дочекују вернике, раде на обнови ове светиње и уређењу црквене порте, а све са жељом да овај храм поново оживи и окупи у своје одаје многе Србе протеране са ових простора.